# Wizja świętego Huberta
Wizja świętego Huberta (niderl. Het visioen van de Heilige Hubertus) – obraz olejny flamandzkich malarzy Jana Brueghla i Petera Rubensa.
Obraz został namalowany ok. 1620 roku, na dworze króla Hiszpanii przez Brueghla i Rubensa. Malarze wielokrotnie ze sobą współtworzyli. Według historyków hiszpańskich z Muzeum Prado, Brueghel jest autorem kompozycji dzieła i doboru kolorystyki oraz namalował jelenia i krajobraz. Rubens natomiast wykonał postać Huberta, a koń został skopiowany z rubensowskiego portretu księcia Lermy, pochodzącego z 1603 roku.

## Opis i symbolika obrazu
Tematem obrazu jest wizja nawrócenia św. Huberta. On sam był potomkiem królewskiego rodu Merowingów. Jego pasją były polowania. Według legendy, w 695 roku oddawał się swoim zamiłowaniom w Wielki Piątek. Polując samotnie, między drzewami ujrzał wielkiego jelenia z rozłożystym porożem, a między rogami świecący krucyfiks. W tym samym czasie usłyszał głos Stwórcy ganiącego go za oddawanie się rozrywce w Wielki Piątek, a nie kontemplowanie zbawienia duszy i męki Jezusa. To zdarzenie spowodowało nawrócenie Huberta, który zajął się ewangelizowaniem pogan w Ardenach i Brabancji. Po dziesięciu latach został biskupem Maastricht. W 717 roku przeniósł stolicę biskupią do Leodium.

Brughel dla swojego dzieła wybrał moment, gdy święty po ujrzeniu krucyfiksu słucha na klęczkach słów Pana. Jego postawa świadczy, iż właśnie dokonała się jego przemiana duchowa, a towarzyszące mu psy myśliwskie spokojnie odpoczywają na ziemi. Nie atakują jelenia ani nie oczekują takiego rozkazu jakby również i one widziały w zwierzu uosobienie Stwórcy. Postać Huberta znajduje się lekko po prawej stronie, w centrum umieszczony został jeleń. Postać zwierzęcia ma podwójną symbolikę. Jedna nawiązuje do słów Psalmu 42: 

Jak łania pragnie wody ze strumieni, tak dusza moja pragnie Ciebie, Boże (Ps 42,2)

 który wiązany był z chwilą otrzymania chrztu. Jeleń uosabia tu duszę ochrzczonego. W ikonografii średniowiecznej jeleń miał i inne znaczenie. Walczący z wężem oznaczał Chrystusa walczącego z szatanem. Na kapitelach kolumn i reliefach pojawiał się motyw jelenia jako Chrystusa uciekającego przed ludźmi nieświadomymi grzechu. Brueghel, malując krucyfiks nad głową zwierzęcia, pragnie nawiązać do tego motywu i sugeruje, iż w postaci jelenia ukrywa się sam Chrystus.